# دوين جويس
دوين جويس (بالإنجليزية: Duane Joyce)‏ هو لاعب هوكي الجليد أمريكي، ولد في 5 مايو 1965 في بيمبروك في الولايات المتحدة.

## وصلات خارجية
- دوين جويس على موقع دوري الهوكي الوطني (الإنجليزية)
- دوين جويس على موقع EliteProspects.com (الإنجليزية)
- دوين جويس على موقع HockeyDB.com (الإنجليزية)
- دوين جويس على موقع Hockey-Reference.com (الإنجليزية)